# Gabinet Rutherforda Hayesa

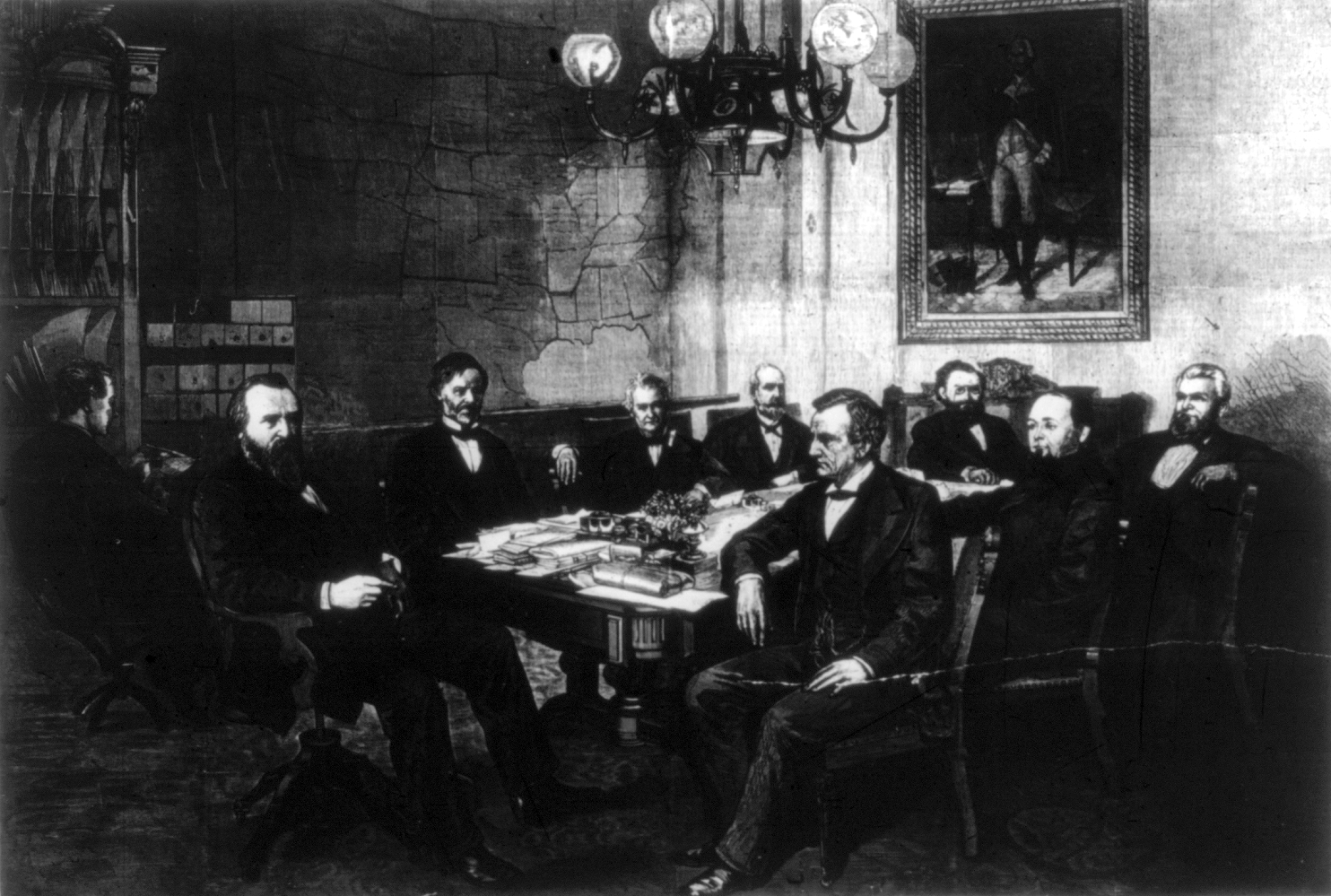
Gabinet Hayesa w 1879 roku

Gabinet Rutherforda Hayesa – powołany i zaprzysiężony w 1877.
| Departament/Funkcja            | Imię i nazwisko     | Kadencja    |
| ------------------------------ | ------------------- | ----------- |
| Prezydent                      | Rutherford Hayes    | 1877 – 1881 |
| Wiceprezydent                  | William A. Wheeler  | 1877 – 1881 |
| Sekretarz stanu                | William M. Evarts   | 1877 – 1881 |
| Sekretarz skarbu               | John Sherman        | 1877 – 1881 |
| Sekretarz wojny                | George W. McCrary   | 1877 – 1879 |
|                                | Alexander Ramsey    | 1879 – 1881 |
| Prokurator generalny           | Charles Devens      | 1877 – 1881 |
| Poczmistrz Generalny           | David M. Key        | 1877 – 1880 |
|                                | Horace Maynard      | 1880 – 1881 |
| Sekretarz marynarki wojennej   | Richard W. Thompson | 1877 – 1880 |
|                                | Nathan Goff Junior  | 1881        |
| Sekretarz zasobów wewnętrznych | Carl Schurz         | 1877 – 1881 |